# میمی هریستوا
میمی هریستوا (به بلغاری: Мими Христова،  زادهٔ ۱۹ ژوئیهٔ ۱۹۹۳) یک کشتی‌گیر آزادکار اهل بلغارستان است. وی سابقه حضور در المپیک ۲۰۲۰ توکیو را دارد.
از افتخارات وی می‌توان به کسب مدال برنز مسابقات قهرمانی کشتی جهان ۲۰۲۳ اشاره کرد.